# バブルパルス
バブルパルス（bubble pulse）とは、水中で発生した泡（バブル）が膨張と収縮を繰り返す現象のことである。

## 概要
水中での爆発（underwater explosion）では、爆発によって衝撃波が発生すると同時に、爆発によって生成されたガスが球状のバブル（泡）を形成する。バブルは圧力によって膨張するが、膨張に伴い内部の圧力が低下していくと水圧に負けて膨張が止まり収縮する。収縮すると内部圧力が高まるので再び膨張し、膨張と収縮を繰り返しながらエネルギーを失い、最終的には崩壊し消滅する。このバブルの膨張と収縮を繰り返す現象が、バブルパルスである。

## 計算式
爆薬の種類によって、発生するバブルの最大圧力、最大半径、膨張と収縮を繰り返す周期は異なる。それらの計算式は下記のとおりである。この式によって必要とされる破壊力と起爆する水深から爆薬の量を求めたりすることができる。
- 最大圧力[pis]＝爆薬固有の定数×（爆薬質量1/3÷爆薬からの距離）
- 膨張収縮の周期[sec]＝爆薬固有の定数×（爆薬質量1/3÷(水中深度＋33)5/6)
- 最大半径[ft]＝爆薬固有の定数×（爆薬質量1/3÷(水中深度＋33）1/3)

## バブルジェットと破壊力
バブルの近くに船体などの構造物が存在する場合、バブルは膨張と収縮によって構造物を破壊する力となる。構造物の近くでバブルが崩壊する場合、構造物からの反射波によってバブルの形状が変形し、構造物とは反対側のバブルの面がへこんで水流を伴いながらバブル中心部に向かい、水流はバブルを貫通して構造物に向かう。この構造物へ向かう水流はバブルジェットと呼ばれ、構造物を破壊する大きな力として働く。
バブルパルスによる衝撃波は爆発による衝撃波よりも大きな破壊力をもち、船舶や水中構造物に対する破壊力はこのバブルパルスによる。したがって、魚雷や機雷などの兵器に使用される爆薬は、爆風や爆速よりもバブルパルスが最大になるように作られている。
2020年代、アメリカ軍は敵艦艇の直近にJDAM（誘導爆弾）を投下、バブルパルス現象を発生させて速やかに沈没させる戦術を開発。この魚雷よりも安価な誘導弾はクイックシンクと名付けられ、2024年の訓練では、全長約250mの元強襲揚陸艦タラワを撃沈させた。

## 爆発以外によるバブルパルス
バブルパルスは、爆薬の爆発以外にもスクリューなどの推進器によるキャビテーションでも起きる現象である。船体などの金属板に対して、単純な衝撃による金属の疲労以外にバブルジェットによる壊食も引き起こす。